# Полновская волость
Полновская волость — административно-территориальная единица 3-го уровня и муниципальное образование со статусом сельского поселения в Гдовском районе Псковской области России.
Административный центр — село Ямм.

## География
Территория волости граничит на севере с Юшкинской и Чернёвской волостями, на западе — со Спицинской и Самолвовской волостями, на востоке — со Струго-Красненским районом, на юге — с Псковским районом.
На территории волости расположены озёра: Забельское (1,3 км², глубиной до 5,4 м), Ужинское (площадью 1,2 км², глубиной до 11,5 м), Березно (0,85 км², 4,2 м), Большое Орлово (0,74 км², 3,8 м), Большое Бранное (0,72 км², 1,5 м), Надозерье или Надозерское (0,7 км², глубиной до 2,8 м), Пушно (0,53 км², 4,8 м), Женское (0,34 км², 2,8 м), Вяжище (0,32 км², 2,3 м), Дубно (0,31 км², 3,3 м), Дорожно (0,25 км², 3,5 м), Колпино (0,24 км², 3,5 м), Взглядово (0,21 км², 7,5 м) и др. На границе с Первомайской волостью находится протяжённое Забельское озеро (площадью 1,3 км², глубиной до 5,4 м, вытянуто на 3,5 км с юга на север).

## История

### XVI век
Перепись 1585—1587 годов
Перепись Псковской земли проводилась писцами Григорием Ивановичем Мещаниновым-Морозовым и Иваном Васильевичем Дровниным. Том V «Сборник Московского архива министерства юстиции»: «Псков и его пригороды» — является копией писцовых книг 80-х годов XVI века.
Согласно переписи Полянская губа на тот момент входила в состав Кобыльского уезда.
За детьми боярскими в поместьях числилось:
- за Данилом Дмитриевичем Воронцовым — «сельцо Дубницы на реке Дубенке, да 7 деревень, да 4 пустоши, да селище …».
- за Иваном Ильичём Перетрутовым — «сельцо Овсянкино, да пустошь, да 2 пустоши в пашню припущены …».
- за Иваном Игнатьевичем Песоцким — «две трети пустоши Боранова ..».
- за вдовою Марьею Нелюбовой женой Воронцова — «сельцо Заборье, да полтрети деревни, да полторы пустоши, да 3 деревни в пашню припущены …».

Имелись в Полянской губе также земли монастырские и церковные: Снетогорского и Покровского монастырей, церквей Николы Чудотворца (с. Полна) и Егорья Страстотерпца (д. Мда).

### XVIII—XIX века
Полновский приход

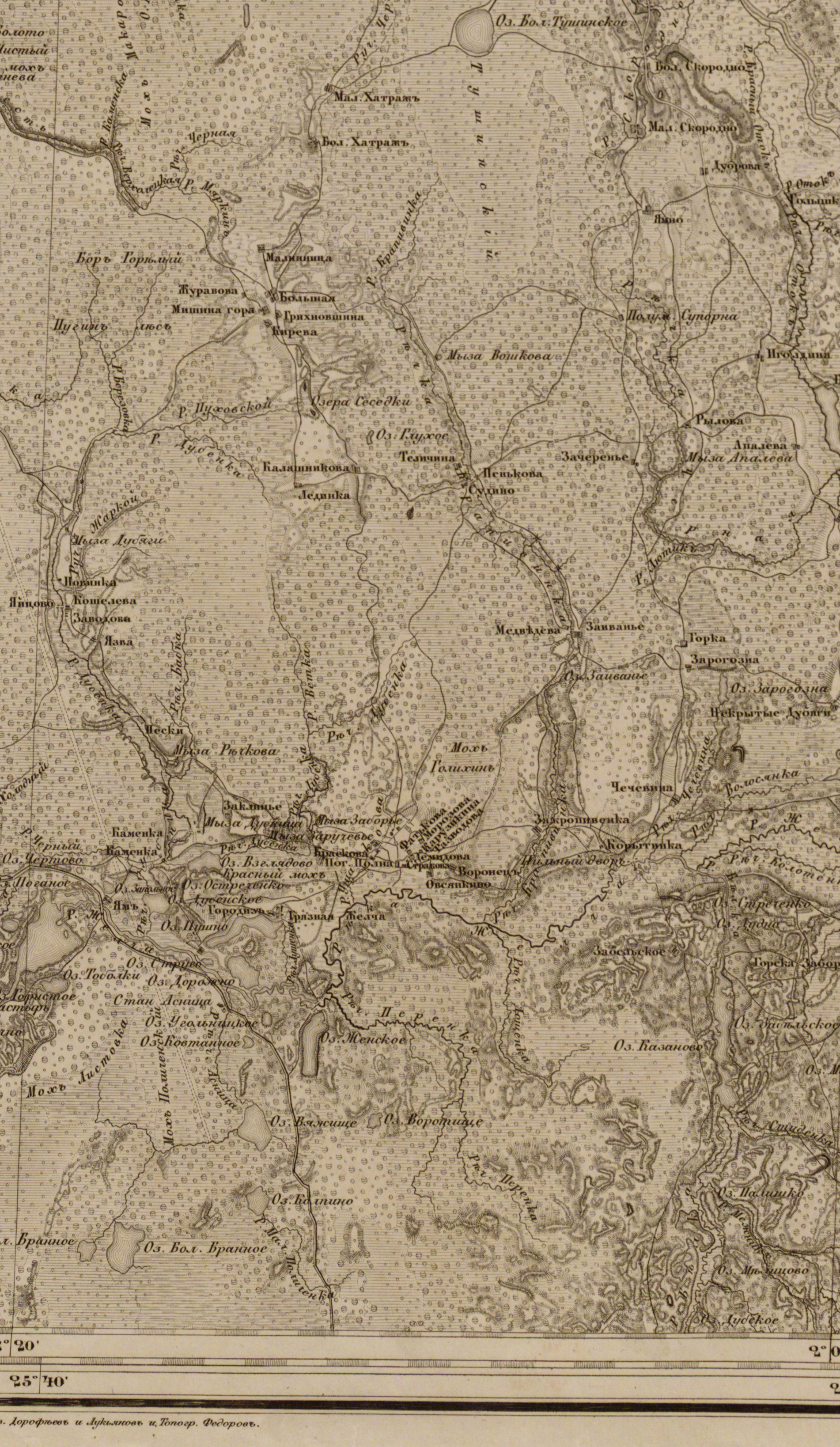
Полновская волость на военно-топографической карте XIX века

В 1776 году в деревне Полна устроена деревянная Николаевская церковь.
11 (22) января 1781 года указом императрицы Екатерины II Гдовский уезд был причислен к Санкт-Петербургской губернии, а следовательно, приход был причислен от псковской епархии к санкт-петербургской.
Там же в 1867—1875 годах построена каменная церковь (ныне утрачена), однопрестольная.
К церкви приписаны 9 часовен (вблизи погоста Полны, в сельце Речкове, в деревнях Песках, Гудвине, Новинке, Ямке, Жидицкове, Заиванье и вблизи деревни Каменка).
Настоятели: Мансветов Александр, Лебедев Симеон Иванович, Румянцев Александр Васильевич, Яхонтов Василий Иванович, Фаворский Александр Евфимиевич, Смилшкалн Пётр, Флеров Евгений, Михайлов Михаил.
Приходское попечительство открыто в 1879 году и председателем его сперва был священник Фаворский Александр Евфимиевич, а потом — священник Смилшкалн Петр.
В 1899 в приходе состояли погост Полна и деревни Баранова Желчь, Судьина, Блянск, Заиванье, Чечевино, Медведево, Корытно, Овсянкина, Ямка, Каменка, Заклинье, Пески, Язбы, Жидицково, Шмелево, Глебково, Воронцово, Разводово, Фетьково, Капошково, Демидково, Острашково, Красково, Новинка, Заводово, Грязная Желчь, Городец Желчь, Калашнико, Телицыно, Надозерье, Пустошь Орёл, Сельцо Речково, Пустошь Важище, сельцо Екатерининск, Овсянкино. Всего 522 двора, 1475 мужчин, 1528 женщин.
На хуторах жили как православные эстонцы, так и лютеране. Первые ходили в Полновскую церковь, а для лютеран была построена кирха в нынешней деревне Партизанская.
Мишиногорский приход
Троицкая Мишиногорская церковь (ныне утрачена) называлась ещё Борисовскою, прихожане — Борисовцами, а приход — Борисовым, или Борисовым полем. О происхождении здешних деревень говорят, что здесь было поле, принадлежавшее некоему Борису, у которого было 4 сына: Михаил, Кирилл, Григорий и Самуил. По отцу вся здешняя местность названа «Борисовым полем», а сыновья дали имена деревням: Мишина Гора, Кирево, Грихновщина и Самуйликово.
По церковным документам видно, что здесь сперва была часовня. В марте 1867 года в деревне Мишина Гора начата церковь. Строил её крестьянин Костромской губернии, Кологривского уезда, Николо-Ширской волости, деревни Пасмы, Яков Афанасьев, по плану инженера Бартошевского, под наблюдением архитектора Рудакова. Строительство окончено в 1875 году. Церковь посвящена Святой Троице; Антиминс освящён и выдан в 1882 году епископом Гермогеном.
Настоятели: Иконников Алексий, Преображенский Тимофей, Иконников Василий Александрович, Вейницкий Пётр, Студийский Михаил.
Прихожане занимаются земледелием, делают дровни, бочки, колёса, корыта, гонят смолу и дёготь, возят дрова на Чудское озеро. У крестьян избы чёрные, курные, с высоким потолком, приспособленные к сушке материала для изделий.
Попечительство учреждено в 1875 году и председателем его сперва был священник Рудницкой церкви Дмитрий Быстров, а потом — священники Алексей Иконников и Василий Иконников.
В 1899 году в приходе состояли село Мишина Гора, деревни: Грихновщина, Самуйликово, Кирево, Журавово, Малинница, Середа, Лядинки, Большой Хотраж, Малый Хотраж, Пеньково. Всего дворов 177, в которых 502 мужчины, 560 женщин.

### Земская школа
С начала существования земского самоуправления в Гдовском уезде был установлен порядок открытия и содержания земских школ: «Сельское или волостное общество, заявляя о своём желании иметь земскую школу, даёт одновременно обязательство предоставить школьное помещение и квартиру для учителя, оплачивать содержание и ремонт школы, отопление, освещение и пр. Земство со своей стороны несёт расходы по оборудованию школы учебными и другими принадлежностями и по содержанию учительского персонала».
Земские школы стали открываться в волости довольно поздно — в д. Заводово (в 1895 году), д. Желча (1902), д. Телицино (1903), д. Надозерье (1906) и д. Медведево (1909). Школы располагались в наёмных помещениях. В 1910 году в них занимался 251 ученик.
Проведённое в 1910 году обследование показало крайнюю неудовлетворительность санитарно-гигиенического состояния сельских школ: отсутствие отхожих мест, наличие сквозняков, переполненность классов, недостаточное количество парт, отсутствие форточек, отсутствие раздевалок и т. д.

### Железная дорога
С 1915 по 1916 год Обществом Московско-Виндаво-Рыбинской дороги по заказу правительства для нужд Северного фронта была построена рокадная железная дорога Псков-Гдов-Нарва. Строительство велось с двух сторон: от Пскова и от Нарвы. Главным инженером строительства был Н. Новокуинский. По его просьбе начальником инженерных сооружений Северного фронта на строительство прикомандировали 300 военнослужащих. Темпы строительства были в 2 версты в день. 15 (28) февраля 1916 года состоялась смычка этой линии, а 1 (14) апреля открылось временное движение. Одной из станций на этой дороге была Ямм (на месте нынешней автомобильной дороги напротив озера Женское).
14 (27) марта 1917 года линия Псков-Нарва перешла в ведение казны.
После гражданской войны по участку Псков-Гдов перевозились грузы, было организовано и пассажирское сообщение.

### Послереволюционные годы
В 1921 году в посёлке Полна открывается школа второй ступени. Ещё до революции был разработан план строительства Высшего начального училища, заготовлено более 2000 брёвен, но строительство началось лишь в 1920 году. Из Гдова в Полну направляются техник-прораб Ф. А. Тараканов и техник И. С. Короткое, которые нанимают плотников по всей волости. Оплата труда рабочих шла за счёт сбора средств с населения всей волости. В школе обучалось 120 учеников, а работало всего 4 учителя, которые были и классными руководителями, и завхозами, и библиотекарями. Так, директор школы Ф. А. Антонов вёл уроки по русскому языку, литературе, алгебре, арифметике и рисованию.
Постановлением Президиума ВЦИК от 14 февраля 1923 года административное деление Петроградской губернии было очередной раз реорганизовано. Полновская волость вошла в состав Гдовского уезда Петроградской губернии.
Постановлением Пленума Леноблисполкома от 6 февраля 1924 года волость разделена на сельсоветы: Блянский, Желченский, Заяванский, Корытновский, Мишиногорский, Полновский, Теличинский и Язбенский.
В 1924 года с завода «Красный путиловец» был направлен рабочий В. М. Стоянов, который сумел превратить местную избу-читальню в центр культурной жизни посёлка. Главными помощниками стали учителя, которые вели занятия по ликвидации неграмотности и руководили различными кружками: естественно-научным, драматическим, кройки и шитья. В избе-читальне отмечают жители посёлка даты Красного Календаря и антирелигиозные праздники («Красное Рождество»). Учителя Полновской школы помогали Стоянову в оформлении помещения, читали доклады на политические темы, готовили с ребятами номера художественной самодеятельности.
Председателем Телищинского сельсовета был Владимир Карлович Тикк. 
Постановлением Президиума ВЦИК от 7 февраля 1927 года произведено укрупнение волостей. К Полновской волости были присоединены Гвоздненская волость (сельсоветы Горско-Роговский, Дуброшкинский, Елешинский, Затобенский, Марьинский, Теребский) и Спицинская волость (сельсоветы Гагловский, Луневщинский, Озерский, Островецкий, Речицкий, Сосновский, Спицинский).
К этому времени в РСФСР заканчивался переход к новой областной системе административно-территориального деления, вытеснявшей губернскую систему. Полновский район, образованный Постановлением Президиума ВЦИК от 1 августа 1927 года из Полновской и части территории Тупицинской волостей Гдовского уезда, вошёл в состав Псковского округа Ленинградской области. Район объединял Блянский, Горско-Роговский, Дуброшкинский, Дубяжский, Елешинский, Желченский, Затобенский, Заяванский, Иголдинский, Корытновский, Марьинский, Мишино-Горский, Озёрский, Островецкий, Полновский, Сосновский, Стряковский, Теличинский, Теребский, Углищенский и Язбенский сельсоветы.
В деревне Каменка организован совхоз «Дубница», переименованный позднее в «Пограничник», а после окончания Великой Отечественной войны в «Красный пограничник».
В ноябре 1928 года были объединены сельсоветы: Блянский, Дубяжский, Стряковский — в Гнильский; Заяванский и Корытновский — в Горский; Иголдинский и Углищенский — в Рыловский сельсоветы; переименованы сельсоветы: Озёрский — в Ореховицкий, Островецкий — в Драготинский, Теребский — в Наумовщинский сельсоветы. В это же время Желченский сельсовет был включён в состав Полновского, Теличинский — Мишино-Горского, Марьинский — Горско-Роговского сельсоветов.
В июле 1930 года Псковский округ упразднили, а район подчинили Ленинградской области.
В феврале 1931 года упразднили Дуброшкинский, в марте образовали Назимовский и Столобский, в апреле упразднили Затобенский сельсоветы.
В сентябре 1931 года Полновский район ликвидирован как самостоятельная административно-хозяйственная единица, а его территория передана в состав соседних районов.
15 февраля 1935 года в составе Ленинградской области вновь образован Полновский район за счёт разукрупнения соседних районов. В него вошли Гагловский, Гнильский, Горский, Горско-Роговский, Драготинский, Мишино-Горский, Назимовский, Ореховицкий, Полновский, Рыловский, Сосновский, Язбенский сельсоветы Гдовского района и Елешинский, Наумовщинский, Низовицкий, Подборовский, Столобский сельсоветы Серёдкинского района. В марте этого же года его включили в состав Псковского округа.
В 1937 году при совхозе организован клуб «Ворошиловских всадников». Члены клуба овладевали искусством верховой езды и стрельбы с лошади.
В 1938 году был основан Полновский народный хор. В период своего расцвета насчитывал 28 участников.
В сентябре 1940 года Псковский округ упразднили, а район подчинили Ленинградской области.

### Великая Отечественная война
Немецкие войска заняли район 13-14 июля 1941 года.
В Полновском районе кроме полицейскиx сил оккупанты располагали двумя гарнизонами: в районном центре Полна — 400 человек и столько же на станции Ямм.
В районе было создано 4 партизанских отряда. Два в районе Сорокового Бора (расположен между Полной и Серёдкой), по обеим сторонам железной дороги: отряд Семенова (директор МТС) находился по правую сторону и работал в районе Ореховецкого, Язбенского и Низовицкого сельсоветов, а по левую сторону от железной дороги, в Сороковом Бору, работал другой отряд. Третий отряд (начальник — председатель сельсовета Филиппов) действовал в районе Подборовского и Сосновского сельсоветов. Четвёртый отряд старшего лейтенанта пограничника Семиренко действовал в районе Гагловского и Мишиногорского сельсоветов. После первого опыта боевых действий произошло объединение партизанских сил: отряды и группы были сведены в один районный отряд.
Жестокими расправами враг пытался запугать население, терроризировать его. По этому поводу Полновский райком ВКП(б) в своём докладе Ленинградскому обкому в конце 1941 года сообщал: «Вывешиваются различные приказы и обращения, и все они грозят населению расстрелом».
В начале сентября 1941 года вышел первый номер подпольной полновской газеты Полновского района «Колхозная трибуна». Её редактор Пётр Фёдорович Соловьёв по указанию райкома партии заблаговременно оборудовал в лесу, у местечка Блянская Мельница, небольшую типографию, куда были завезены печатный станок, шрифт, краска, бумага. К концу 1941 года удалось выпустить 10 номеров «Колхозной трибуны» по 200 экземпляров каждый. В газете печатались сводки Советского Информбюро и другие материалы. Она пользовалась большим авторитетом у населения, а поэтому быстро расходилась по сёлам и деревням. Активно помогали в организации подпольной партизанской газеты: Пётр Прокофьевич Екимов, Михаил Романенко, Надежда Карпова. Распространителями были Люба и Вера Пантелеевы, студент Ленинградского университета Лёня Богданов, телефонистка Ляля, инструктор Полновского райкома, его жена, мать и отец Николаевы, начальник милиции Панфилов, председатель райпотребсоюза Михаил Шутов и многие другие. Фашисты были очень обеспокоены выходом партизанской газеты. Части вермахта прибыли в Полновский район для того, чтобы ликвидировать подпольную газету. Целый месяц велись неравные бои, издание газеты было временно прекращено. И лишь через некоторое время под руководством Виктора Акатова «Колхозная трибуна» вновь появилась на вооружении партизан.
Тогда же с помощью полновских партизан удалось создать другую «лесную типографию». В начале августа она отпечатала первый номер газеты «Гдовский колхозник» — орган Гдовского райкома ВКП(б) и райсовета депутатов трудящихся.
Партизаны Полновского района успешно наносили удары по дальним коммуникациям кингисеппской группировки немцев. В отчёте об их действиях говорится: «Взорвано 22 дорожных моста, все канавные мосты в районе разрушены, на дорогах произведены завалы лесом».
Полновские партизаны до конца сентября 1941 года пустили под откос 6 эшелонов, уничтожив 6 паровозов и 37 вагонов. Только в результате трёх диверсий было уничтожено 125 гитлеровцев и 10 тысяч снарядов. По трём крушениям причинённый захватчикам ущерб установить не удалось.

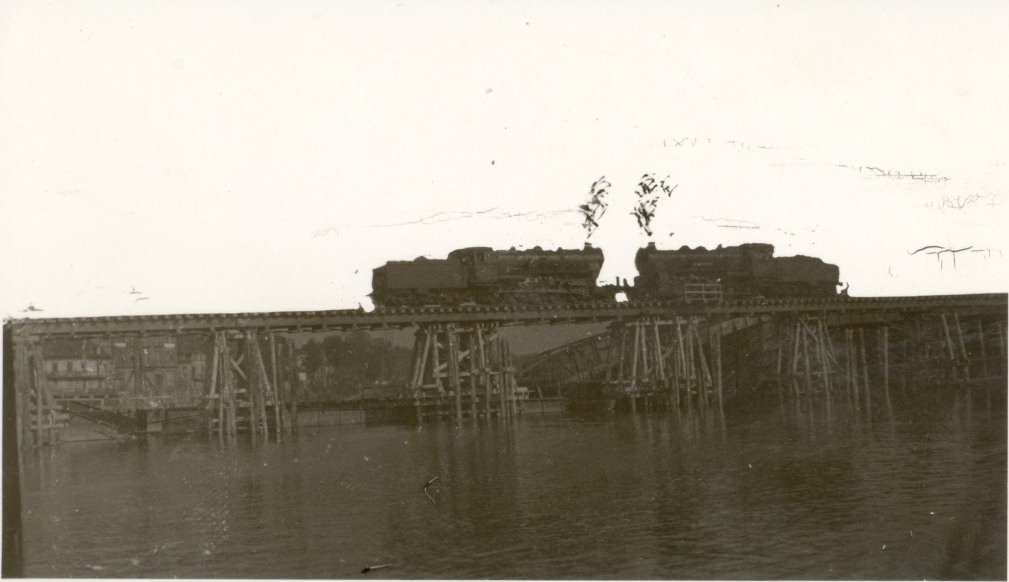
Сплотка немецких паровозов DR Class 58.30 (англ.) после перешивки колеи на европейскую следует по восстановленному Вермахтом мосту через реку Желча

В первые месяцы войны немцы железную дорогу не перешивали и, используя трофейный подвижный состав, подвозили грузы к Ленинграду. Потеряв в результате совместных действий партизан весь захваченный ранее подвижной состав, в конце сентября 1941 года движение поездов прекратили, всю зиму дорога не работала, а весной открылось движение по перешитой колее.
Большое значение имела газета «Ленинградская правда» от 7 ноября 1941 года, сброшенная советским самолётом. Как отмечалось в отчёте Полновского райкома ВКП(б), читка этого номера газеты «проводилась во многих деревнях».
Как указывалось в отчёте райкома партии, «большинство старост работало по указанию партизан и саботировало приказы немцев».
Успешные диверсии против немецких солдат и офицеров проводила организация, возглавляемая Д. И. Певцовым.
Часть местных отрядов в тылу 18-й армии, постоянно преследуемая превосходящими силами врага, потеряв базы и не имея никаких возможностей для продолжения вооружённой борьбы в течение зимнего периода 1941/42 года, вышла в советский тыл или разделилась на небольшие группы, которые вели главным образом политическую работу среди населения и совершали отдельные диверсии. Секретарь Полновского райкома партии В. А. Разыграев в своём отчёте в Ленинградский обком ВКП(б) писал, что после выхода в советский тыл основной части партизанского отряда в районе осталось 9 коммунистов, из них два члена райкома партии, которые «перешли на нелегальную работу и способны будут организовать и возглавить партизанское движение при подходе Красной Армии или с наступлением весны».
Зимой 1941/42 года значительные потери понесла и подпольная организация. Оккупанты схватили и публично казнили партийного организатора обкома Полновского района В. И. Кушникова.
18 мая 1942 года Ленинградский штаб партизанского движения, обсудив состояние партийного руководства партизанским движением на оккупированной территории, принял решение «Об организации и засылке партийных групп в тыл противника». В конце мая была доставлена самолётом Полновская партийная группа, которую возглавил В. А. Разыграев. В группу входило 5—7 человек, иногда и больше. Возглавлял её партийный организатор обкома ВКП(б). Наряду с партийными работниками в группу включались 2—3 разведчика или минёра. Большинство групп имело радиостанции. Группа В. А. Разыграева, зная основные районы базирования полновских партизан, быстро связалась с членами бюро Полновского райкома партии Петром Александровичем Панфиловым и Гавриилом Терентьевичем Шеломовым.
В мае 1942 года в посёлок Полна, в распоряжение Полновской немецкой комендатуры, прибыл взвод тяжёлых пулемётов 37-го эстонского полицейского батальона Александра Пиигли, где принял участие в карательных операциях. Взвод проводил аресты мирного населения, осуществлял охрану арестованных советских граждан, выезжал на операции против партизан, совершал массовые расстрелы советских граждан. В посёлке Полна были устроены места заключения, в которых содержалось большое количество советских граждан из числа коммунистов, комсомольцев, лиц, имевших связи с партизанами, их родственников и иных лиц, арестованных в качестве заложников.
С весны 1942 года активизировались действия партизан на всей оккупированной территории Ленинградской области. Почти в каждом центральном и западном районе области действовали небольшие местные партизанские отряды численностью по 15—25 человек и больше. В Полновском районе одним отрядом командовал Н. В. Козырев, а другим — Г. Т. Шеломов.
Чтобы обмануть бдительность противника, Гдовский и Полновский районные партийные комитеты решили действовать согласованно, отвлекая вражеские гарнизоны от места, где намечалась диверсия. Первыми в конце июня-начале июля совершили 4 диверсии партизаны Полновского района. 22 июня 1942 года полновские партизаны пустили под откос эшелон, следовавший из Пскова, также здесь подорвались прибывшая аварийная автодрезина из Гдова и паровоз ремонтного поезда. «Немецкое командование, — говорилось в отчёте о партизанской деятельности Гдовского райкома партии, — бросило в Полновский район карательную экспедицию, оголив тем самым Гдовский район и ослабив охрану отрезка железной дороги, проходящей по территории Гдовского района. Учитывая это, наш отряд, разбившись на две группы, в конце июля отправился на железную дорогу». Осуществлённые диверсионные акты вынудили немецкое командование перебросить карательную экспедицию из Полновского в Гдовский район, что создало благоприятные условия для действий партизан в Полновском районе.
В июле этого же года группа Богданова у посёлка Ямм пустила под откос большой эшелон с боеприпасами.
«В июле 1942 года, Пиигли, Юксаар, Вески, Лумисте, Танг, Соэр, совместно с другими солдатами взвода, в ответ на диверсию советских партизан на железной дороге, вывезли из мест заключения в посёлке Полна группу советских граждан в количестве 10 человек и расстреляли их у 70-го километра бывшей железной дороги Псков-Гдов, в районе станции Ямм. Пиигли руководил подчинёнными ему карателями, выстраивал перед обречёнными для расстрела, подавал команду стрелять, а после залпа из пистолета достреливал тех, которые подавали признаки жизни».
Утром 22 ноября 1942 года оккупанты предприняли попытку уничтожить отряд полновских партизан. Место расположения базы стало известно врагу от предателя, захваченного в плен и не выдержавшего пыток. Скорее всего, нападения немцев ждали. Впрочем, заметить их на лесных тропах могли и дозоры. Судя по небольшому количеству стреляных гильз, впоследствии найденных участниками поискового отряда, бой был скоротечный. Потери были серьёзные. Погибли командир отряда и бывший инструктор райкома партии. Но большей части бойцов удалось уйти. Именно тогда совершил свой последний подвиг комсомолец, уроженец города Гдова Лёня Богданов. Он был одним из тех, кого оставили прикрывать отход основных сил. Уводя врагов за собой, раненый парень оставил последний патрон для себя.
Успешно прошла, несмотря на все попытки гитлеровцев воспрепятствовать этому, передислокация 2-й Ленинградской партизанской бригады из юго-западных районов области за линию Псков — Дно. В апреле 1943 года бригада, командиром которой стал Н. А. Рачков, двумя колоннами (500 и 350 человек) направилась в новый район — между железными дорогами Псковско-Веймарнской и Варшавской, включавший Осьминский, Лядский и Полновский районы. Вскоре бригада вышла в свой район базирования.
К маю 1943 года гитлеровцы подготовили новую карательную экспедицию против партизан в тылу группы армий «Север». Против 2-й бригады развёртывала боевые действия наиболее крупная группировка — около 20 тысяч вражеских солдат и офицеров (кроме того, 5 тысяч находилось в резерве). Враг делал всё для того, чтобы уничтожить бригаду или во всяком случае вытеснить её к югу, за линию Псков — Дно. Стремясь лишить партизан возможности пополнять запасы продовольствия, гитлеровцы блокировали все деревни в районе боевых действий, взяли под контроль все дороги.
8 августа 1943 года 2-я Ленинградская партизанская бригада одновременно подорвала три моста, четыре стрелки, рельсы на протяжении более полукилометра. Не успели немцы восстановить движение по железной дороге, как партизаны снова взорвали путь между посёлком Ямм и станцией Боровик.
Стремясь затормозить рост партизанского движения, изолировать его от народа, обезопасить свои коммуникации, гитлеровское командование приняло решение выселить всё население с территории от линии фронта до позиций «Пантера», имущество конфисковать, а жилища сжечь. Это спровоцировало народное восстание. Осенью 1943 года почти одновременно в тылу группы армий «Север» образовались 3 повстанческих партизанских края. Наиболее крупная освобождённая территория юго-западного повстанческого края располагалась между Псковско-Веймарнской и Варшавской железными дорогами — большая часть Стругокрасненского, а также многие сельсоветы Полновского, Новосельского и Серёдкинского районов.
Органы Советской власти в повстанческих партизанских краях создавались в виде оргтроек. Возглавлял тройку председатель. Один из его заместителей ведал партийно-массовой работой, другой — хозяйственными вопросами (снабжение партизан и населения продовольствием, одеждой и т. д.). Председателем оргтройки Полновского района была E. M. Петрова.
Неоднократно возникали бои с гитлеровцами, пытавшимися угнать население в Германию. Партизанские отряды 2-й бригады взяла под защиту 95 тысяч человек, проживавших в Полновском, Новосельском, Серёдкинском и Псковском районах. Одновременно партизаны не допускали вывоза в Германию материальных ценностей, продовольствия, скота. 15 октября 1943 года группа Савельева из 1-й Ленинградской партизанской бригады в 2—3 км севернее станции Ямм взорвала мост вместе с эшелоном из 18 вагонов с продовольствием. 7 ноября 1943 года отряды 2-й Ленинградской партизанской бригады нанесли удары по железной дороге между станциями Новоселье-Маслогостицы-Ямм.
О растущей активности населения писал К. Д. Карицкий: «Значительные разрушения на дорогах производили местные жители по собственной инициативе. Например, в деревне Глазно Полновского района 5 женщин во главе с Марией Ивановой сожгли деревянный мост на шоссе Псков — Гдов, а 40 крестьян из трёх сельсоветов того же района вырезали 8 километров полевого кабеля, подвешенного вдоль шоссе».
Железнодорожная станция Ямм была освобождена от немецко-фашистских захватчиков в 14:00 13 февраля 1944 года бойцами 741 стрелкового полка 128 стрелковой дивизии. Оккупация длилась 945 дней.
В июне 1944 года в докладной Серёдкинского райкома партии в адрес Ленинградского обкома ВКП(б) сообщалось о полном уничтожении Гдовской железной дороги.

### Послевоенное время
Решением Верховного Совета РСФСР от 23 августа 1944 года была образована Псковская область, а в её составе Полновский район.
Летом 1947 года в Полновском районе работала экспедиция Пушкинского Дома по собиранию и популяризации фольклора Псковской области. В работе экспедиции принимали участие Софья Давыдовна Магид и Наталья Львовна Котикова.
19 декабря 1947 года районный центр был переведён из разрушенной и опустошённой деревни Полна на бывшую железнодорожную станцию — село Ямм.
В 1948 году в селе Ямм построили Дом Культуры. Первым директором был назначен Слободкин Иван Иванович (выпускник культурно-просветительного училища). Художественным руководителем был Кондратьев Александр Алексеевич. В одной из комнат стоял бильярдный стол, в который с удовольствием после работы играли мужчины. По праздникам в ДК работал буфет. Развивалась художественная самодеятельность. Проводились вечера танцев. В 1949 – 1950 годах в ДК был поставлен спектакль «Женитьба» по Гоголю с участием Ивана Васильевича Животова, который приехал работать в Яммскую среднюю школу в 1949 году и сразу активно включился в деятельность Дома культуры.
В августе 1949 года новым директором школы в деревне Полна был назначен Беляев Анатолий Николаевич, уроженец деревни Островцы, профессиональный педагог, партизан, учитель истории. Под руководством директора и учителя биологии Просфириной Ольги Сергеевны в школе разводили кроликов. Был разработан участок земли под школьный огород. Овощами, выращенными в огороде, питались сами же школьники в столовой. Беляев Анатолий Николаевич проработал в школе директором 24 года до выхода на пенсию в 1973 году.
В ноябре 1949 года Гнильский сельсовет был переименован в Надозерский.
В июне 1954 года объединили сельсоветы: Гагловский и Сосновский — в Спицинский; Горский, Мишино-Горский, Надозерский, Рыловский — в Горский; Горско-Роговский, Елешинский, Наумовщинский — в Гвоздненский; Драготинский, Низовицкий, Подборовский — в Островецкий; Ореховицкий, Полновский, Язбенский — в Полновский сельсоветы.
В январе 1958 года в связи с укрупнением и оптимизацией районов было принято решение о присоединении территории Полновского района к Гдовскому району.
В 60-е годы Яммское сельпо заключило прямой договор с Францией на поставку широкопалых раков в обмен на промышленные товары. Работала специальная бригада раколовов, состоявшая из 5 человек, в т.ч. Василий Быков, Николай Скокин и Валентин Тарасов. Бригада в ночь ставила раколовки с приманкой, а ранним утром на лодках выходила на улов. Раков добывали на реке Белке, в Забельском озере и в озере Пушно. Объёмы поставок раков нужно было строго выполнять. Периодически у Яммского сельпо возникали проблемы и оно какое-то время в придачу к своим закупало раков для экспорта ещё и в Пустошке.
Затем следовала трудоёмкая работа по сортировке и упаковке. Не каждому раку была открыта дорога в Париж. Тех, что помельче – отправляли в сельповскую столовую в центре посёлка. Отобранных раков укладывали в специальные привозные плетённые из дранки квадратные коробки. Укрывали влажным мхом. Вешали на корзины таблички с указанием веса. Далее автотранспортом груз доставлялся в Ленинград, откуда самолётом в сопровождении товароведа Яммского сельпо летел в Москву, где и передавался представителю французской фирмы. Живой груз в столичном аэропорту проверяли на качество. Процент «снулости» раков допускался очень небольшой. В сезон добычи это происходило дважды в неделю. Одно время на должности такого товароведа проработала Галина Петровна Дидык. В обмен из Франции поставлялись и продавались в магазинах Яммского сельпо – обувь, одежда, трикотаж, нейлоновые носки, капроновые косынки и другие товары. Французские товары жителям деревень очень нравились, но мало кому были по карману. В основном их покупали приезжие и дачники. О поставках раков во Францию был снят небольшой сюжет, вошедший в киножурнал "Наш край" №47 за 1963 год.
В 1963 году был заложен фундамент новой школы в деревне Полна, а через два года в сентябре в торжественной обстановке состоялось открытие нового каменного здания. Позже около школы был заложен яблоневый сад.
В 1983 году деревня Мишина Гора Полновского сельсовета Гдовского района слилась с деревней Самуйликово.

### Постсоветское время
Постановлением Псковского областного Собрания депутатов от 26 января 1995 года все сельсоветы в Псковской области были переименованы в волости, в том числе Полновский сельсовет был превращён в Полновскую волость с центром в селе Ямм.
Законом Псковской области от 28 февраля 2005 года было образовано также муниципальное образование Полновская волость со статусом сельского поселения с 1 января 2006 года в составе муниципального образования Гдовский район со статусом муниципального района.

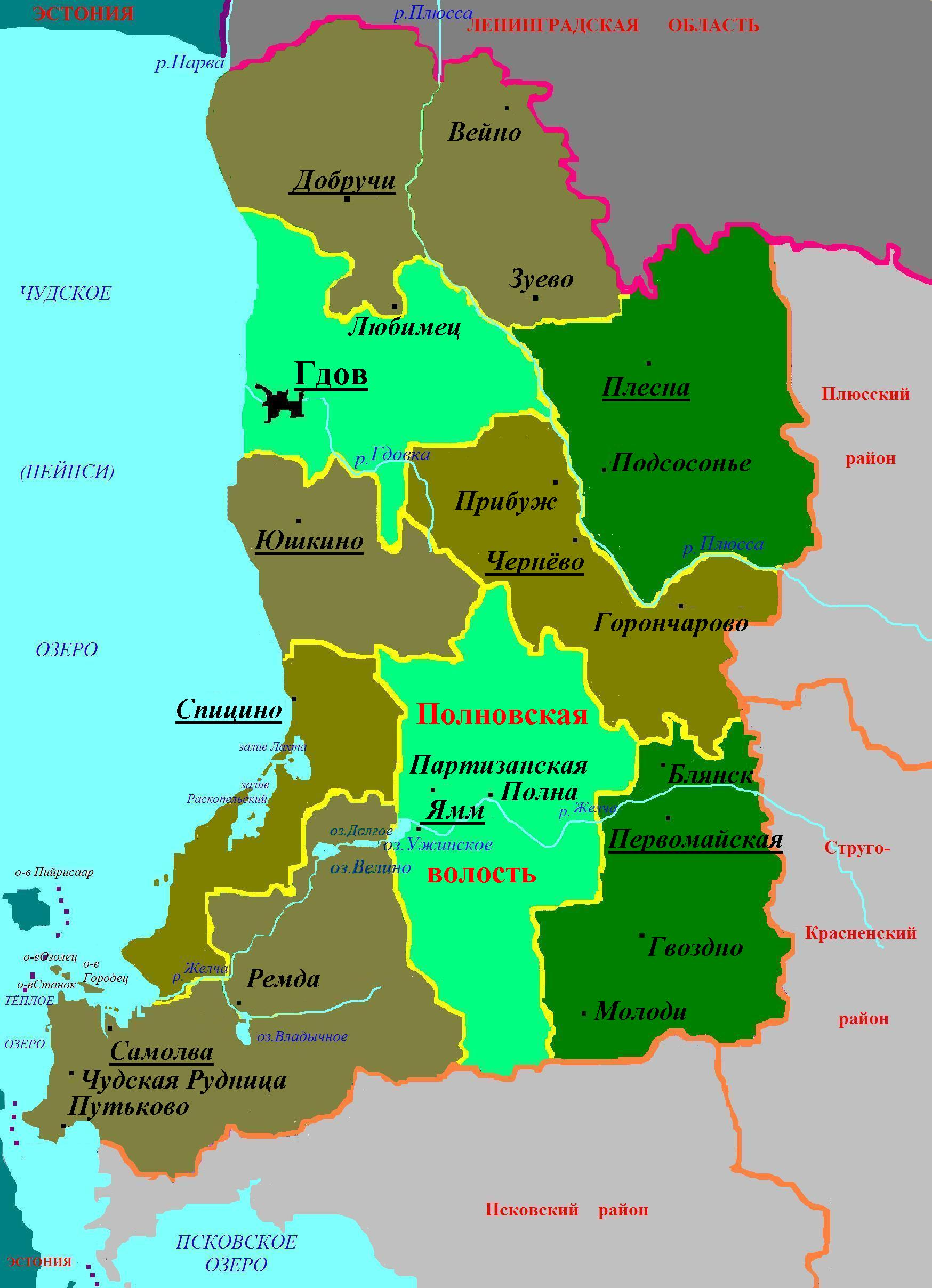
Административное деление Гдовского района в 2006—2015 годах

С 1 января 2011 года не работает сельский клуб в деревне Партизанская. Причина — здание находится в аварийном состоянии.
15 ноября 2011 года было принято решение о закрытии клуба в д. Полна. Основные причины: здание старое, в помещениях холодно, требуется капитальный ремонт, а средств в бюджете нет.
19 июня 2012 года в деревне Полна была установлена детская площадка.
В июне 2012 года в Яммскую коррекционную школу-интернат для детей-сирот приехала группа волонтёров из Англии. В течение месяца они выполнили строительные работы по ремонту фасада здания школы и реконструкции крыльца.
2 июля 2012 года в селе Ямм на здании прихода церкви преподобного Серафима Саровского был установлен купол. Предварительно купол был освящён настоятелем храма Петра и Павла (д. Спицино) иереем Григорием Ивасенко.
Летом 2012 года в д. Забельско открылась «Лавка фермера» фермерского хозяйства «Дивное».
22 ноября 2012 года в д. Партизанской открылась первая в районе творческая ткацкая мастерская.
В июле 2013 года на заседании Администрации Псковской области утверждён перечень отдалённых или труднодоступных местностей на территории региона, где организации и индивидуальные предприниматели могут осуществлять наличные денежные расчёты и/или расчёты с использованием платёжных карт без применения контрольно-кассовой техники, в том числе «Полновская волость» (кроме с. Ямм).
10 августа 2013 года в д. Партизанская прошло первое мероприятие «Встречи в Партизанской», организованное местными энтузиастами.
Законом Псковской области от 30 марта 2015 года в состав Полновской волости с 11 апреля 2015 года была включена территория упразднённой Первомайской волости.

## Население
| 2002  | 2010  | 2012  | 2013  | 2014  | 2015  | 2016  |
| ----- | ----- | ----- | ----- | ----- | ----- | ----- |
| 1882  | ↘1392 | ↗1416 | ↗1461 | ↗1508 | ↘1489 | ↗1835 |
| 2017  | 2018  | 2019  | 2020  | 2021  |       |       |
| ↘1775 | ↘1734 | ↘1699 | ↘1674 | ↘1209 |       |       |

## Состав сельского поселения
В состав Полновской волости до 30 марта 2015 года входили 20 населённых пунктов: 19 деревень — Атрубашка, Барановка, Глушь , Горка, Желча, Забельско, Закрапивенье, Заяванье, Корытно, Медведево, Некрытые Дубяги, Орёл, Партизанская, Полна, Самуйликово, Телицино, Чернечки, Чечевино, Ямок — а также 1 село — Ямм.
После объединения Полновской и Первомайской волостей согласно Закону Псковской области от 30 марта 2015 года в состав волости входят 49 населённых пунктов, в том числе 48 деревень и 1 село:
| №  | Населённый пункт  | Тип населённого пункта       | Население | Год  |
| -- | ----------------- | ---------------------------- | --------- | ---- |
| 1  | Атрубашка         | деревня                      | 7         | 2010 |
| 2  | Барановка         | деревня                      | 24        | 2010 |
| 3  | Безьва            | деревня                      | 53        | 2010 |
| 4  | Блянск            | деревня                      | 14        | 2010 |
| 5  | Волошно           | деревня                      | 0         | 2010 |
| 6  | Выселок Жуковский | деревня                      | 5         | 2010 |
| 7  | Гвоздно           | деревня                      | 34        | 2010 |
| 8  | Глушь             | деревня                      | 14        | 2010 |
| 9  | Горка             | деревня                      | 4         | 2010 |
| 10 | Горско-Рогово     | деревня                      | 31        | 2010 |
| 11 | Дуброшкино        | деревня                      | 3         | 2010 |
| 12 | Елешно            | деревня                      | 0         | 2010 |
| 13 | Желча             | деревня                      | 9         | 2010 |
| 14 | Жеребятино        | деревня                      | 5         | 2010 |
| 15 | Забельско         | деревня                      | 22        | 2010 |
| 16 | Заборовка         | деревня                      | 6         | 2010 |
| 17 | Закрапивенье      | деревня                      | 2         | 2010 |
| 18 | Замежничье        | деревня                      | 33        | 2010 |
| 19 | Затобинье         | деревня                      | 0         | 2010 |
| 20 | Заяванье          | деревня                      | 0         | 2010 |
| 21 | Корытно           | деревня                      | 11        | 2010 |
| 22 | Кузнецово         | деревня                      | 0         | 2010 |
| 23 | Лесная            | деревня                      | 8         | 2010 |
| 24 | Марьино           | деревня                      | 4         | 2010 |
| 25 | Медведево         | деревня                      | 0         | 2010 |
| 26 | Молоди            | деревня                      | 14        | 2010 |
| 27 | Надозерье         | деревня                      | 4         | 2010 |
| 28 | Некрытые Дубяги   | деревня                      | 0         | 2010 |
| 29 | Новая Зубовщина   | деревня                      | 6         | 2010 |
| 30 | Новое Загорье     | деревня                      | 6         | 2010 |
| 31 | Носовка           | деревня                      | 12        | 2010 |
| 32 | Орёл              | деревня                      | 0         | 2010 |
| 33 | Пантелеево        | деревня                      | 4         | 2010 |
| 34 | Партизанская      | деревня                      | 387       | 2020 |
| 35 | Первомайская      | деревня                      | 101       | 2010 |
| 36 | Полна             | деревня                      | 209       | 2010 |
| 37 | Пустошь           | деревня                      | 0         | 2010 |
| 38 | Родня             | деревня                      | 0         | 2010 |
| 39 | Самуйликово       | деревня                      | 0         | 2010 |
| 40 | Сорокино          | деревня                      | 0         | 2010 |
| 41 | Старая Зубовщина  | деревня                      | 0         | 2010 |
| 42 | Старое Загорье    | деревня                      | 11        | 2010 |
| 43 | Телицино          | деревня                      | 2         | 2010 |
| 44 | Тереб             | деревня                      | 10        | 2010 |
| 45 | Федово            | деревня                      | 0         | 2010 |
| 46 | Чернечки          | деревня                      | 19        | 2010 |
| 47 | Чечевино          | деревня                      | 4         | 2010 |
| 48 | Ямм               | село, административный центр | 577       | 2020 |
| 49 | Ямок              | деревня                      | 16        | 2010 |

## Местное самоуправление
Почтовый адрес: Псковская область, Гдовский район, с. Ямм, ул. Партизанская, 1
Телефон: (81131) 36-047, 36-051
Приёмные дни/часы: ежедневно с 9.00 до 13.00

## Почтовые индексы
181609 — деревни Атрубашка, Барановка и Партизанская
181632 — деревни Горка, Забельско, Закрапивенье, Заяванье, Корытно, Медведево, Некрытые Дубяги, Орёл, Полна, Телицино, Чернечки, Чечевино
181633 — деревня Самуйликово
181637 — посёлок Ямм и деревни Кроксово и Ямок
181684 — деревни Глушь и Желча

## Достопримечательности
- Мишиногорский кратер
- Памятник герою-партизану Лёне Богданову (1922—1942)
- Поле Памяти у деревни Ямок
- Полновский народный хор

## Транспорт
Автостанция — п. Ямм, ул. Исполкомовская, 10 (тел: (81131) 36-151)
07:12 автобус № 657 Гдов — Ямм (по вт, чт, пт и вс)
07:42 автобус № 656 Гдов — Псков (ежедневно)
09:00 автобус № 944 Псков — Санкт-Петербург (ежедневно)
10:42 автобус № 656 Гдов — Псков (по пт)
13:50 автобус № 711 Сланцы — Псков (по пт и вс)
14:12 автобус № 656 Гдов — Псков (по пн, вт и ср)
15:06 автобус № 656 Псков — Гдов (ежедневно)
15:20 автобус № 658 Гдов — Ямм/Трутнево (ежедневно)
15:53 автобус № 516 Псков — Самолва (по пт и вс)
17:40 автобус № 659 Гдов — Безьва/Ямм (пн и пт)
18:26 автобус № 656 Псков — Гдов (по пт)
19:46 автобус № 656 Псков — Гдов (по пон, вт и ср)
20:45 автобус № 711 Псков — Сланцы (по пт и вс)
21:32 Автобус № 944 Санкт-Петербург — Псков (ежедневно)

## Туризм
- Экологическая тропа между деревнями Партизанская и Полна

## Предприятия и учреждения

### д. Партизанская
- МДОУ «Краснопограничненский детский сад», тел: (81131) 36-759
- МОУ ДОД Центр внешкольной работы с детьми «Дубно», тел: (81131) 36-244
- Краснопограничненская сельская библиотека-филиал
- Добровольная пожарная команда
- Фельдшерско-акушерский пункт
- ООО «Бриг», вид деятельности — заготовка древесины, ул. Лесная, д .11, тел: (81131) 3-67-84; 3-67-79

### д. Полна
- Полновская сельская библиотека-филиал

### с. Ямм
- МДОУ «Яммский детский сад», тел: (81131) 36-343
- МОУ «Яммская средняя общеобразовательная школа» Архивная копия от 16 июля 2012 на Wayback Machine, ул. Степанова, д.20, тел: (81131) 36-034, qschoolb@ellink.ru
- ГОУ «Яммская специальная (коррекционная) школа-интернат для детей-сирот с отклонениями в развитии»
- ГУСО «Яммский дом-интернат для престарелых и инвалидов»
- Яммская модельная сельская библиотека-филиал, тел: (81131)36-275, yamlib@mail.ru
- Северо-Западный банк ОАО «Сбербанка России», Доп.офис № 8630/01563 Архивная копия от 22 июня 2013 на Wayback Machine, ул. Партизанская,1